# دينيس ستريكير
دينيس ستريكير (بالألمانية: Denis Streker)‏ (6 أبريل 1991 بماينتس في ألمانيا - ) هو لاعب كرة قدم ألماني في مركز الوسط. لعب مع دينامو دريسدن وفيهين فيسبادن ونادي هوفنهايم وEintracht Frankfurt II ‏ ونادي هوفنهايم ب ‏ ونادي رييد وSV Wehen Wiesbaden II ‏.

## وصلات خارجية
- دينيس ستريكير على موقع قاعدة بيانات كرة القدم.إي يو (الإنجليزية)
- دينيس ستريكير على موقع بيانات كرة القدم. دي إي (الألمانية)
- دينيس ستريكير على موقع Soccerbase.com (لاعب) (الإنجليزية)
- دينيس ستريكير على موقع Soccerway.com (الإنجليزية)
- دينيس ستريكير على موقع عالم كرة القدم.نت (الإنجليزية)